# Henri Lejeune-Vincent
Pour les articles homonymes, voir Lejeune.
Henri Joseph Dieudonné Lejeune-Vincent, né à Dison, le 19 juin 1828 et y mort le 23 février 1907 est un homme politique belge francophone libéral.
Il est industriel et philanthrope.
Il est élu conseiller provincial et sénateur provincial de la province de Liège,, et conseiller communal de Dison.
Il est inhumé au cimetière de Dison.